# Bruno Saby
Bruno Saby (La Tronche, 23 februari 1949) is een Frans voormalig rallyrijder.

## Carrière

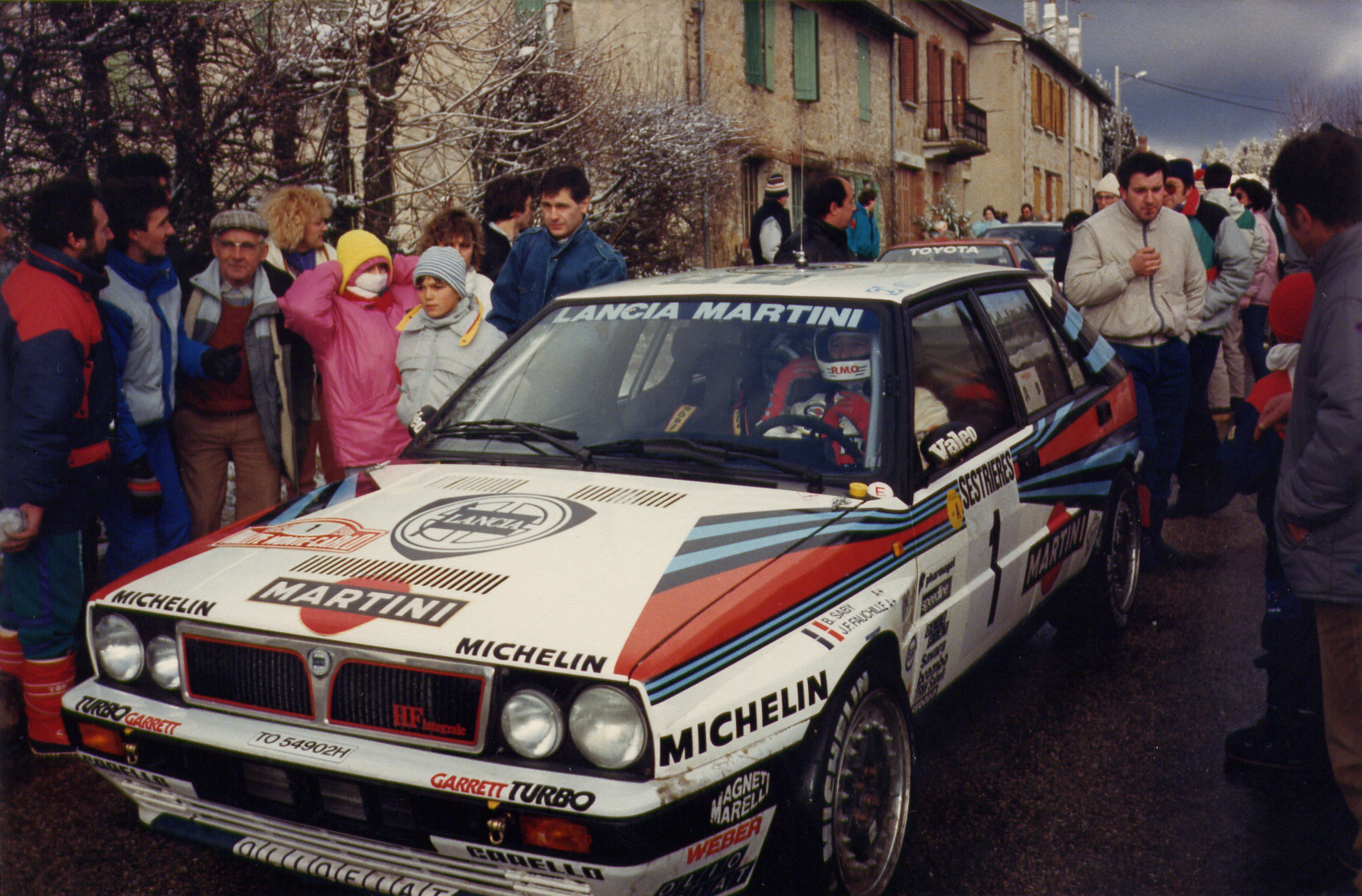
Saby achter het stuur van de Lancia Delta HF Integrale tijdens de Rally van Monte Carlo in 1989

Bruno Saby debuteerde in 1967 in de rallysport. Hij brak in de jaren zeventig door en zijn eerste grote succes kwam met het winnen van het Frans rallykampioenschap in 1981 achter het stuur van een Renault 5 Turbo. In deze periode werd hij door Renault ook ingezet in geselecteerde rally's in het Wereldkampioenschap rally en dwong daarin onder meer drie topvijfresultaten af in het seizoen 1982. Enkele goede jaren met Renault, bracht hem uiteindelijk een zitje bij het fabrieksteam van Peugeot, die onder leiding van Jean Todt in het seizoen 1985 voor het eerst met de Peugeot 205 Turbo 16 een volledig programma ondernamen, en waarin Saby de rol kreeg weggelegd als specialist in geselecteerde rally's. Zijn beste resultaat wist hij dat jaar neer te zetten in Corsica, waar hij de tweede evolutie van de 205 T16 debuteerde met een tweede plaats. In het seizoen daarop reed hij een groter programma voor Peugeot in het WK, en wist hij wederom in Corsica zijn beste resultaat neer te zetten, waar hij dit keer namelijk naar de overwinning toe greep. Deze debuutzege voor Saby werd echter overschaduwd door het dodelijk ongeluk van Lancia-rijder Henri Toivonen en navigator Sergio Cresto tijdens datzelfde evenement. Later dat jaar greep Saby ook nog naar een derde plaats in Griekenland. De gebeurtenissen in Corsica deed uiteindelijk de Groep B klasse zien verdwijnen en Peugeot trok zich na afloop van het seizoen terug uit het kampioenschap.
Vanaf dat moment kwam Saby in een soortgelijke rol uit voor het fabrieksteam van Lancia met de Groep A Lancia Delta Integrale. Met hen boekte hij zijn tweede grote succes in het WK met een overwinning in Monte Carlo, in het seizoen 1988. Hij bleef nog enkele jaren actief bij Lancia, en deed dit voor het grootste deel in het Frans kampioenschap. In 1991 beëindigde hij deze carrière om vervolgens de overstap te maken naar langeafstandswedstrijden, waaronder de Dakar-rally. Actief voor het fabrieksteam van Mitsubishi won hij dit fameuze evenement in 1993. Saby bleef lange tijd doorgaan in deze discipline en reed in recente jaren ook nog als fabrieksrijder bij Volkswagen en in de BMW X3 van het X-Raid team, waar hij in 2008 zijn actieve carrière mee beëindigde.
Hij bracht in januari 2009 zijn autobiografie uit, getiteld "40 ans de bonne conduite" (40 jaar van goed gedrag).

## Complete resultaten in het Wereldkampioenschap rally

### Overwinningen
| Nr. | Seizoen | Rally                                  | Navigator               | Auto                    |
| --- | ------- | -------------------------------------- | ----------------------- | ----------------------- |
| 1   | 1986    | 30ème Tour de Corse - Rallye de France | Jean-François Fauchille | Peugeot 205 Turbo 16 E2 |
| 2   | 1988    | 56ème Rallye Automobile de Monte-Carlo | Jean-François Fauchille | Lancia Delta HF 4WD     |

### Overzicht van deelnames
| Seizoen | Inschrijving          | Auto                       | 1      | 2     | 3      | 4      | 5      | 6     | 7   | 8      | 9     | 10     | 11     | 12     | 13  | 14    | Pos. | Punten |
| ------- | --------------------- | -------------------------- | ------ | ----- | ------ | ------ | ------ | ----- | --- | ------ | ----- | ------ | ------ | ------ | --- | ----- | ---- | ------ |
| 1973    | Bruno Saby            | Renault 12 Gordini         | MON NF | ZWE   | POR    | KEN    | MAR    | GRI   | POL | FIN    | OOS   | ITA    | VST    | GBR    | FRA |       | -    | -      |
| 1974    | Bruno Saby            | Opel Ascona 19             | POR    | KEN   | FIN NF | ITA    | CAN    | VST   | GBR | FRA    |       |        |        |        |     |       | -    | -      |
| 1976    | Bruno Saby            | Abarth Autobianchi A 112   | MON NF | ZWE   | POR    | KEN    | GRI    | MAR   | FIN | ITA    | FRA   | GBR    |        |        |     |       | -    | -      |
| 1978    | Bruno Saby            | Abarth Autobianchi A 112   | MON NF | ZWE   | POR    | KEN    | GRI    | FIN   | CAN | ITA    | IVK   | FRA    |        |        |     |       | -    | -      |
| 1978    | Bruno Saby            | Alpine-Renault A110 1600   |        |       |        |        |        |       |     |        |       |        | GBR NF |        |     |       | -    | -      |
| 1979    | Renault Elf Calberson | Renault 5 Alpine           | MON NF | ZWE   | POR    | KEN    | GRI    | NZL   | FIN | ITA    | CAN   | FRA    | GBR    | IVK NF |     |       | -    | 0      |
| 1980    | Bruno Saby            | Renault 5 Alpine           | MON 15 | ZWE   | POR    | KEN    | GRI    | ARG   | FIN | NZL    | ITA   |        |        |        |     |       | 28   | 10     |
| 1980    | Garage Galtier        | Renault 5 Turbo            |        |       |        |        |        |       |     |        |       | FRA 4  | GBR    | IVK    |     |       | 28   | 10     |
| 1981    | Renault Elf           | Renault 5 Turbo            | MON NF | ZWE   | POR    | KEN    | FRA NF | GRI   | ARG | BRA    | FIN   | ITA    | IVK    | GBR NF |     |       | -    | 0      |
| 1982    | Garage Galtier        | Renault 5 Turbo            | MON 5  | ZWE   | POR    | KEN    |        |       |     |        |       |        |        |        |     |       | 9    | 26     |
| 1982    | Renault Sodicam Elf   | Renault 5 Turbo            |        |       |        |        | FRA 5  | GRI   | NZL | BRA    | FIN   | ITA    |        |        |     |       | 9    | 26     |
| 1982    | Renault Sport Elf     | Renault 5 Turbo            |        |       |        |        |        |       |     |        |       |        | IVK 4  | GBR    |     |       | 9    | 26     |
| 1983    | Philips Auto Radio    | Renault 5 Turbo            | MON 13 | ZWE   | POR    | KEN    | FRA 5  | GRI   | NZL | ARG    | FIN   | ITA    | IVK    | GBR    |     |       | 20   | 9      |
| 1984    | Philips Auto Radio    | Renault 5 Turbo            | MON NF | ZWE   | POR    | KEN    | FRA NF | GRI   | NZL | ARG    | FIN 8 | ITA    | IVK    | GBR    |     |       | 50   | 3      |
| 1985    | Peugeot Talbot Sport  | Peugeot 205 Turbo 16       | MON 5  | ZWE   | POR    | KEN NF |        |       |     |        |       |        |        |        |     |       | 11   | 23     |
| 1985    | Peugeot Talbot Sport  | Peugeot 205 Turbo 16 E2    |        |       |        |        | FRA 2  | GRI   | NZL | ARG    | FIN   | ITA NF | IVK    | GBR    |     |       | 11   | 23     |
| 1986    | Peugeot Talbot Sport  | Peugeot 205 Turbo 16 E2    | MON 6  | ZWE   | POR    | KEN    | FRA 1  | GRI 3 | NZL | ARG NF | FIN   | IVK    | ITA EX | GBR    | VST |       | 7    | 38     |
| 1987    | Lancia Martini        | Lancia Delta HF 4WD        | MON NF | ZWE   | POR    | KEN    | FRA NF | GRI   | VST | NZL    | ARG   | FIN    | IVK    |        |     |       | 21   | 15     |
| 1987    | Team Chardonnet       | Lancia Delta HF 4WD        |        |       |        |        |        |       |     |        |       |        |        | ITA 2  | GBR |       | 21   | 15     |
| 1988    | Lancia Martini        | Lancia Delta HF 4WD        | MON 1  | ZWE   | POR    | KEN    |        |       |     |        |       |        |        |        |     |       | 6    | 32     |
| 1988    | Lancia Martini        | Lancia Delta Integrale     |        |       |        |        | FRA 3  | GRI   | VST | NZL    | ARG   | FIN    | IVK    | ITA    | GBR |       | 6    | 32     |
| 1989    | Lancia Martini        | Lancia Delta Integrale     | ZWE    | MON 3 | POR    | KEN    |        |       |     |        |       |        |        |        |     |       | 25   | 12     |
| 1989    | Lancia France         | Lancia Delta Integrale     |        |       |        |        | FRA NF | GRI   | NZL | ARG    | FIN   | AUS    | ITA    | IVK    | GBR |       | 25   | 12     |
| 1990    | Lancia Fina           | Lancia Delta Integrale 16V | MON 6  | POR   | KEN    | FRA 4  | GRI    | NZL   | ARG | FIN    | AUS   | ITA    | IVK    | GBR    |     |       | 15   | 16     |
| 1991    | Lancia Fina           | Lancia Delta Integrale 16V | MON 6  | ZWE   | POR    | KEN    |        |       |     |        |       |        |        |        |     | GBR 9 | 33   | 8      |
| 1991    | Lancia Martini        | Lancia Delta Integrale 16V |        |       |        |        | FRA NF | GRI   | NZL | ARG    | FIN   | AUS    | ITA    | IVK    | SPA |       | 33   | 8      |

##### Noot
- Het concept van het Wereldkampioenschap Rally tussen 1973 en 1976, hield in dat er enkel een kampioenschap open stond voor constructeurs.
- In de seizoenen 1977 en 1978 werd de FIA Cup for Drivers georganiseerd. Hierin meegerekend alle WK-evenementen, plus tien evenementen buiten het WK om.